# Адольфо Горі
Адольфо Горі (італ. Adolfo Gori, нар. 13 лютого 1939, В'яреджо) — італійський футболіст, що грав на позиції захисника, півзахисника, зокрема за клуб «Ювентус», а також національну збірну Італії.

## Клубна кар'єра
Народився 13 лютого 1939 року в місті В'яреджо. Вихованець футбольної школи місцевого однойменного клубу. Дорослу футбольну кар'єру розпочав 1956 року в основній команді «В'яреджо», в якій провів три сезони, взявши участь у 59 матчах четвертого італійського дивізіону. 
Згодом з 1959 по 1961 рік був основним гравцем третьолігового «Луккезе-Лібертас», після чого приєднався до СПАЛ, клубу Серії A, де також регулярно виходив на поле.
1963 року перейшов до туринського «Ювентуса», в якому провів наступні шість сезонів кар'єри, У складі «старої сеньйори» 1965 року став володарем Кубка Італії, а в сезоні 1966/67 допоміг команді виграти чемпіонат Італії.
Згодом, провівши сезон 1969/70 у «Брешії», перебрався до США, де 1971 року грав за «Рочестер Лансерс». 1972 року був граючим тренером цієї ж команди, після чого завершив ігрову кар'єру.

## Виступи за збірну
У червні 1967 року провів єдину офіційну гру у складі національної збірної Італії.
| Дата      | Місто    | Господарі | Результат | Гості  | Турнір            | Голи | Примітки |
| --------- | -------- | --------- | --------- | ------ | ----------------- | ---- | -------- |
| 25-6-1967 | Бухарест | Румунія   | 0 – 1     | Італія | Відбір до ЧЄ 1968 | -    |          |
| Усього    |          | Матчів    | 1         |        | Голів             | 0    |          |

## Титули і досягнення
- Володар Кубка Італії (1):

«Ювентус»: 1964-1965
- Чемпіон Італії (1):

«Ювентус»: 1966-1967